# 善場まみ
善場 まみ（ぜんば まみ、1999年7月20日 - ）は、日本のAV女優。マインズ所属。旧芸名は茉城 まみ（ましろ まみ）

## 略歴
2023年4月18日発売の写真誌『FLASH』でグラビアデビュー。同年5月25日に『新人 週刊誌のグラビアで話題の美女が決意のAVデビュー 茉城まみ』でFALENO専属女優としてAVデビュー（2023年5月7日配信デビュー）。
第3作『初恋スイートルーム初めての彼女と初お泊りデートで朝まで濃密セックス 茉城まみ』は同年8月時点のFALENOで最も売れた作品となり、クリーンヒットを飛ばした。

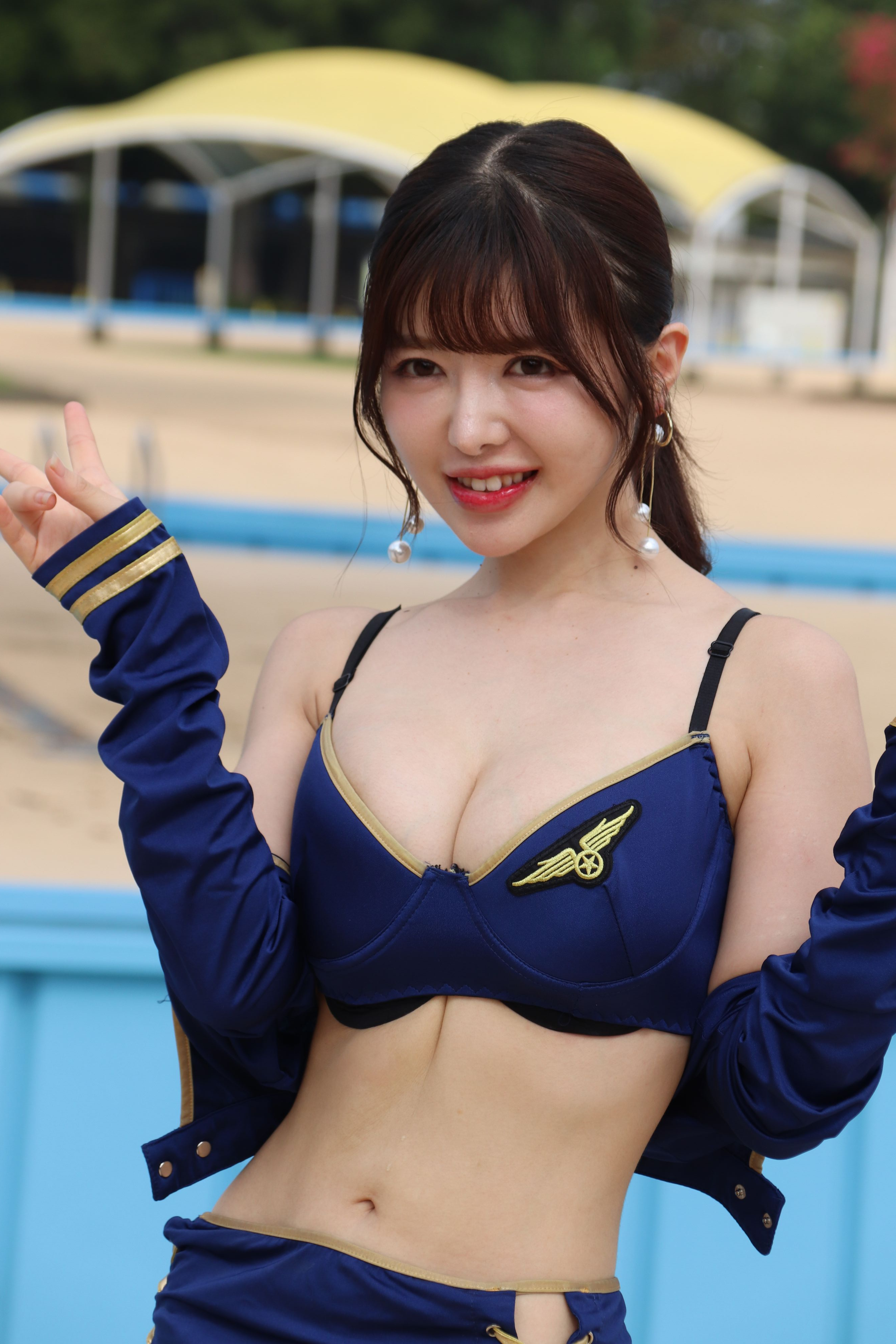
2023年撮影

2024年2月26日週FANZA通販フロアランキングで『FALENOstar5周年記念！いきなりハーレムハイスクール！スター女優4人が学校で舐めてハメて大乱交スッペシャル！ 天使もえ 吉高寧々 三葉ちはる 茉城まみ』が初登場2位を記録。
2024年4月発売『アサヒ芸能』発表「2024現役AV女優セクシー総選挙」において総合41位となる。東京24位、大阪圏外と関西圏での得票が伸び悩んだ。
2024年5月、所属事務所をBBTからマインズに移籍。芸名を善場 まみ（ぜんば まみ）に改名する。
2025年2月8日、9日には台湾で開催された「TOP女神台北感謝祭」に招かれ参加した。

## 人物
- 趣味はポケモンカードを集めや、実際にカードゲームをプレイ、旅行、ゲーム、読書、アニメやマンガ鑑賞、カラオケ[9]。
- 特技は中国語と英語、どこでも寝られること[9]。
- ユニオンアリーナ争奪祭、東京会場　6位
- 好きな芸能人はあばれる君[9]。
- 性の目覚めは、小学生の頃に見始めた深夜アニメをきっかけに、小学3・4年生の頃から青年漫画やエッチな描写のある漫画を読むようになったこと。初めてそのような漫画を読んだ時は、体には触っていないのに悶々とした気持ちになったと明かしている[9]。
- 初オナニーは小学6年生の時で、親がマッサージで使うために買っておいた電マを使った。しかし電マは動作音がうるさく、親がいない時にしか使えないため、その後は指でするようになった[9]。
- 初体験は19歳の時で、相手は一つ年上の先輩。デビューまでの経験人数は4人だった[9]。
- 服のサイズはS。

## 作品

### アダルトビデオ

#### FALENO専属期間
FALENOは『配信特化型AVメーカー』を掲げているため、先行配信日も記載しています。
茉城まみ 名義
- 新人 週刊誌のグラビアで話題の美女が決意のAVデビュー 茉城まみ（5月7日先行配信、5月25日発売）
- 体液で交感する絶え間ない官能セックス 茉城まみ（6月24日先行配信、7月6日発売）
- 初恋スイートルーム初めての彼女と初お泊りデートで朝まで濃密セックス 茉城まみ（7月25日先行配信、8月10日発売）
- 理性崩壊させた美少女と大痙攣絶頂性交スペシャル! 茉城まみ（8月31日先行配信、9月21日発売）
- ドキドキ初体験全力ご奉仕ソープランド 茉城まみ（9月30日先行配信、10月26日発売）
- 「チ○ポがとろけるまでシャブっちゃう♡」フェラチオ猛特訓! 茉城まみ（10月31日先行配信、11月23日発売）
- 僕（主人）をダメにするいつでもどこでも即ハメおねだり小悪魔メイド 茉城まみ（11月30日先行配信、12月21日発売）
- 無自覚なフリして誘惑パンチラで勃起させる思春期の妹 茉城まみ（12月31日先行配信、2024年1月25日発売）

- テーマパークがまさかの臨時休業…。 僕（大学生）はヤル事の無くなった あざと可愛い後輩（J○彼氏持ち）の誘惑に乗っかり一日中何度も、何度もセックスした。 茉城まみ（1月31日先行配信、2月22日発売）
- FALENOstar5周年記念! いきなりハーレムハイスクール! スター女優4人が学校で舐めてハメて大乱交スッペシャル! 天使もえ 吉高寧々 三葉ちはる 茉城まみ（3月4日先行配信、3月20日発売）
- 腰が砕けても逃がさない! ひたすら膣奥を貫く立ちバックハンドル 茉城まみ（3月31日先行配信、4月25日発売）
- 巨乳専門デリヘルを呼んだら気の強い年下女上司とばったり遭遇…都合のイイ俺専用マゾ乳ペットにしてやった 茉城まみ（4月23日先行配信、5月23日発売）
- 彼女の妹にからかい誘惑され性欲だいばくはつ! 何度射精しても復活する早漏絶倫チ◯ポで後悔させるほどおかわりSEXした3日間 茉城まみ（5月30日先行配信、6月20日発売）
- 押しに弱くて発情しちゃうと本番も断れない逆バニーおっパブ嬢 茉城まみ（6月22日先行配信、7月25日発売）
- 干物ニート喪女になっていた年上幼馴染がはじめての本物チ◯ポで覚醒し絶倫セックスに溺れた夏。茉城まみ（7月31日先行配信）、8月22日発売）
- ゴミ部屋のマザコン変態オヤジにシモの世話まで求められ授乳プレイで奉仕する家政婦アルバイト 茉城まみ（8月31日先行配信、9月26日発売）
- 彼氏よりデカい店長チ○ポが気になりすぎて毎日バイト先で粘着おねだりSEX 善場まみ（9月30日先行配信、10月24日発売）

善場まみ 名義
- デカチン目当てのおぢ好きヤリモク娘といちゃハメしまくり絶倫温泉旅行 善場まみ（10月29日先行配信、11月21日発売）
- 凍える寒さのボロアパートで肌を重ねる汗だく密着SEX 善場まみ（11月30日配信、12月26日発売）
- ぷるぷるおっぱい洗いで下半身を癒してくれる銭湯の看板娘 善場まみ（12月30日先行配信、2025年1月23日発売）

- カードショップの姫は童貞オタからカードとザーメンを搾り取る誘惑SEXモンスター 善場まみ（1月31日先行配信、2月20日発売）
- 中年男が群がる巨乳コスプレイヤーとヤリ放題オフパコ撮影会 善場まみ（2月28日先行配信、3月20日発売）
- 「助けてくれた男もクズだった。」 いいなり肉オナホになるまでチ◯ポで躾けられた私。善場まみ（3月25日配信、4月24日発売）

#### DAHLIA専属期間
DAHLIAは『配信特化型AVメーカー』を掲げているため、先行配信日も記載しています。
善場まみ 名義
- 移籍中出し解禁3ヶ月間禁欲からの性欲解放最高の生ハメ中出しセックス3本番SPECIAL 善場まみ（6月3日先行配信、7月10日発売）
- 終電を逃してキス魔の後輩と相部屋… 彼女がいるのに我を忘れて朝まで舌を絡ませ腰を振り中出しし続けた。 善場まみ（7月5日先行配信、8月7日発売）
- 工場勤務の隠れ巨乳の地味メガネ女子と遊び半分でSEXしたら実はド淫乱でイキ狂って中出し懇願された。 善場まみ（8月10日先行配信、9月11日発売）

### アダルトVR
- 初VR! 茉城まみからヒトリジメされる幸せ同棲生活! 8Kで拡がる夢の世界!（4月30日、FALENO）
- 【顔面特化】「茉城まみ」から8K至近距離で見つめられて誘惑! キュンイキ確定2SEX!（6月30日、FALENO）
- 【ヌキなし?】健全メンズエステで新人セラピストと交渉の末に店に内緒の本番セックスまで到達できた【ヌキあり!】 茉城まみ（8月11日、FALENO）
- パパ活塩対応女を制裁ピストン性交でワカラセタ 茉城まみ（10月16日、FALENO）

### イメージビデオ
- etoile 善場まみ（2024年10月18日、ファインピクチャーズ）

### デジタル写真集
茉城まみ 名義
- 茉城まみ 濃厚シンデレラ（3月13日、小学館、撮影：熊谷貫）[12]
- FLASHデジタル写真集R 茉城まみ 清純! 裸! Gカップ!（4月18日、光文社、撮影：栗山秀作）

- ファレノALLSTARS 黄金ヌード伝説（1月4日、小学館、撮影：佐藤佑一 / 山口京和）※FALENO専属女優6名によるデジタル写真集[13]。

善場まみ 名義
- 善場まみ まみれたい。 vol.1 FRIDAYデジタル写真集（10月11日、講談社、撮影：小池大介）
- 善場まみ まみれたい。 vol.2 FRIDAYデジタル写真集（10月11日、講談社、撮影：小池大介）
- 善場まみ まみれたい。 vol.3 豪華120カット完全版 FRIDAYデジタル写真集（10月11日、講談社、撮影：小池大介）

- 揺れる! 全裸巨乳カルタ 週刊ポストデジタル写真集 Himari 善場まみ さつき芽衣 桃園怜奈（1月22日、小学館、撮影：富田恭透）[14]
- 善場まみ オフィシャルヌード写真集 「Summer days」（4月18日、FALENO、撮影：松田忠雄）

## 製品

### カレンダー
- 善場まみ 2025年カレンダー（2024年10月26日、トライエックス）

### アダルトグッズ
オナホール
- FALENO STAR HOLE 善場まみ（2024年10月4日、YUIRA）

## 出演

### ウェブテレビ
- 鶴瓶＆ナイナイのちょっとあぶないお正月2023（2024年1月1日、ABEMA）[15]
- 嬢王協奏曲（コンチェルト） 夜の栄冠は美女に輝く（2024年6月5日、ネクスタシーEX、シネマファスト）- 希空 役[16]

### 舞台
- 舞台「佐藤家のぬかどこ～餃子の包み方～」（2024年2月29日～3月4日） - 四女・四葉 役

### 映画
- 夜に旅（2024年12月2日、オーピー映画、監督：下村大助）- 大葉凪 役[17]

悪い夏（2025年3月20日、クロックワークス）

### イベント
- マインズ15周年popupイベントinアネラビ（2024年11月16日、東京・秋葉原 ANE-RABI）[18]
- マインズ15周年popupイベントフィナーレ inエターナルステージ（2024年11月17日、東京・秋葉原 eternal stage）[19]

### 音楽イベント
- LADY MADONNA ～春、桜の花芯満開～（2024年3月28日、東京・青山RizM）[20]

### モデル
- DOLCE.pink（商品イメージ写真モデル）
  - オーバーキルニット（バックオープン）グレー（2025年）[21]
  - ベーシックマイクロビキニ ブラック（2025年）[22]
  - マイクロレオタード いちご（2025年）[23]

## 執筆

### コラム
- 昭和歌謡に魅せられて。善場まみ エロティック昭和歌謡コラム（2024年5月20日[24] - 、メンズサイゾー）